# Cristodesisa vicina
Cristodesisa vicina là một loài bọ cánh cứng trong họ Cerambycidae.